# Ardning
Ardning är en ort och kommun i  distriktet Liezen i förbundslandet Steiermark i Österrike. 
Kommunen består av tre orter (Ortschaften) (inom parentes invånarantal 1 januari 2024):
- Ardning (882)
- Frauenberg (262)
- Pürgschachen (148)

Kommunen gränsar i norr till Oberösterreich som nås antingen via Bosrucktunneln (4 766 meter) på järnvägen Pyhrnbanan eller via Bosrucktunneln (5 500 meter) på motorväg A9, även kallad Pyhrn Autobahn.